# Denise Alexander
Denise Alexander (* 11. November 1939 in New York City, New York; † 5. März 2025) war eine US-amerikanische Schauspielerin.

## Karriere
Denise Alexander begann im Alter von 13 Jahren ihre Schauspielkarriere. Sie war in etwa 400 Fernsehproduktionen zu sehen. Ihren größten Erfolg feierte sie in der US-amerikanischen Seifenoper General Hospital, in der sie von 1973 bis 1984 Dr. Lesley Webber spielte. 1976 wurde sie für ihre Rolle für dem Emmy nominiert. Seit 1996 war sie wieder in unregelmäßigen Abständen in der Serie zu sehen. Ihr Schaffen umfasst mehr als 50 unterschiedliche Produktionen, zuletzt war sie 2021 erneut in einigen Folgen von General Hospital zu sehen.
Denise Alexander lebte mit ihrem Mann und mehreren Tieren in Beverly Hills. Privat setzte sie sich für mehrere Tierschutzorganisationen ein.
Am 5. März 2025 starb sie im Alter von 85 Jahren.

## Filmografie
- 1951: Armstrong Circle Theatre (Fernsehserie, eine Folge)
- 1951: The Philco Television Playhouse (Fernsehserie, eine Folge)
- 1951–1955: Robert Montgomery Presents (Fernsehserie, zwei Folgen)
- 1952: Kraft Television Theatre (Fernsehserie, eine Folge)
- 1955: The Adventures of Huckleberry Finn (Fernsehfilm)
- 1955: Climax! (Fernsehserie, eine Folge)
- 1956: Entfesselte Jugend (Crime in the Streets)
- 1956: Vater ist der Beste (Father Knows Best, Fernsehserie, eine Folge)
- 1958: The Veil (Miniserie, eine Folge)
- 1958: The Walter Winchell File (Fernsehserie, eine Folge)
- 1958: Westinghouse Desilu Playhouse (Fernsehserie, eine Folge)
- 1958–1959: Make Room for Daddy (Fernsehserie, zwei Folgen)
- 1959: Die Ann Sothern Show (The Ann Sothern Show, Fernsehserie, eine Folge)
- 1959: Die June Allyson Show (The DuPont Show with June Allyson, Fernsehserie, eine Folge)
- 1960: Ihr Star: Loretta Young (Letter to Loretta, Fernsehserie, eine Folge)
- 1960: Unglaubliche Geschichten (The Twilight Zone, Fernsehserie, eine Folge)
- 1960: The Many Loves of Dobie Gillis (Fernsehserie, eine Folge)
- 1960: The Blue Angels (Fernsehserie, eine Folge)
- 1960: The Clear Horizon (Fernsehserie)
- 1960/1961: Kein Fall für FBI (The Detectives, Fernsehserie, zwei Folgen)
- 1961: Abenteuer unter Wasser (Sea Hunt, Fernsehserie, eine Folge)
- 1961: Die Barbara Stanwyck Show (The Barbara Stanwyck Show, Fernsehserie, eine Folge)
- 1961: Angel (Fernsehserie, eine Folge)
- 1962: Ben Casey (Fernsehserie, eine Folge)
- 1962: Stoney Burke (Fernsehserie, eine Folge)
- 1962: Die Leute von der Shiloh Ranch (The Virginian, Fernsehserie, eine Folge)
- 1963: Ben Jerrod (Fernsehserie)
- 1963–1964: Combat! (Fernsehserie, zwei Folgen)
- 1964: The Fisher Family (Fernsehserie, eine Folge)
- 1965: Diamond Jim: Skulduggery in Samantha (Fernsehfilm)
- 1965: Das Schlafzimmer ist nebenan (That Funny Feeling)
- 1966–1972: Zeit der Sehnsucht (Days of Our Lives, Fernsehserie)
- 1973: The ABC Afternoon Playbreak (Fernsehserie, eine Folge)
- 1973–1984, 1996–2009, 2013, 2017, 2019, 2021: General Hospital (Fernsehserie)
- 1976: Die Entführung des Lindbergh-Babys (The Lindbergh Kidnapping Case, Fernsehfilm)
- 1983: Shaft of Love (Fernsehfilm)
- 1984: Hotel (Fernsehserie, eine Folge)
- 1986–1991: Another World (Fernsehserie)
- 1995: Danielle Steel: Abschied von St. Petersburg (Zoya, Fernsehfilm)
- 1997–1998: Sunset Beach (Fernsehserie, 17 Folgen)
- 2010–2015: Pretty the Series (Fernsehserie)
- 2013: The Inn (Fernsehserie, 10 Folgen)

## Einzelnachweis
1. ↑  Denise Alexander, General Hospital Star, Dies at 85. In: people.com. 10. Mai 2025, abgerufen am 10. Mai 2025 (englisch).